# Beijos, Blues e Poesia
"Beijos, Blues e Poesia" é o segundo single oficial do álbum de estreia da dupla de irmãs gêmeas brasileiras K-Sis. A composição é de Edson Carvalho e Marisol Ribeiro. 
Lançada em 2006, a música entrou na trilha sonora da novela Malhação, no mesmo ano. Segundo relatório da Crowley Broadcast Analysis do Brasil, a música chegou a figurar em 20º no ranking das canções nacionais mais tocadas nas rádios do país na semana do dia 21 a 25/08/2006.

## Videoclipe
O clipe da música, que teve direção de Maurício Eça, é sobre uma das gêmeas que tenta esquecer uma antiga paixão. A irmã a convence ir a uma festa onde rolaria uma "pegação geral". A irmã, sofrendo de amor, pensa que vê a sua paixão na praia, mas era irreal. No fim do clipe, ela se afoga na praia. O clipe estreou nas férias de Julho na MTV.

## Versões
- Em 2012, a banda Forró Desejo de Menina, regravou a canção em seu sexto CD.[4]
- Anos mais tarde, membros de Forró Desejo de Menina deixaram a antiga banda e formaram um novo projeto, "Seu Desejo", regravando e relançando a música posteriormente, sob um novo arranjo. Tal versão, lançada digitalmente em agosto de 2024, atingiu expressivos números de reproduções em plataformas de streaming, sendo usada também em vários vídeos em redes sociais, como o Instagram. [5]